# Destruction Bay
Destruction Bay è una comunità del Canada, situata nel territorio dello Yukon. Secondo il censimento del 2021 gli abitanti di Destruction Bay ammontavano a 40.

## Storia
La cittadina venne inizialmente costruita come campo per i lavoratori che stavo lavorando alla realizzazione dell'autostrada dell'Alaska, nonché come luogo di sosta per i camionisti. Non molto tempo dopo la sua costruzione, una violenta tempesta di vento distrusse molti degli edifici del campo, dando origine al nome Destruction Bay.